# El Zapotal del Norte
El Zapotal del Norte är en ort i Honduras.   Den ligger i departementet Departamento de Cortés, i den västra delen av landet, 180 km nordväst om huvudstaden Tegucigalpa. El Zapotal del Norte ligger 179 meter över havet och antalet invånare är 2 508.
Terrängen runt El Zapotal del Norte är varierad. Runt El Zapotal del Norte är det mycket tätbefolkat, med 1 313 invånare per kvadratkilometer. Närmaste större samhälle är San Pedro Sula, 3,0 km sydost om El Zapotal del Norte. Omgivningarna runt El Zapotal del Norte är en mosaik av jordbruksmark och naturlig växtlighet.